# アレンティスケ
アレンティスケ（スペイン語: Alentisque）は、スペイン・カスティーリャ・イ・レオン州ソリア県のムニシピオ（基礎自治体）。2014年にスペイン国立統計局(INE)が行った国勢調査による人口は33人である。

## 人口
| アレンティスケの人口推移 1900－2010                     |
|                                                         |
| 出典:INE（スペイン国立統計局）1900年 - 1991年、1996年 - |